# Pumalin Park
Pumalin Park är ett 3250 km2 stort privat naturreservat i Chile. Naturreservatet ligger i regionen Región de Los Lagos, i den södra delen av landet, 1 000 km söder om huvudstaden Santiago de Chile. Pumalin Park ligger 7 meter över havet.

## Om naturreservatet
Naturreservatet är skapat av den amerikanska miljöstiftelsen The Conservation Land Trust, som har letts av den amerikanske industrimannen Douglas Tompkins. Pumalin är Chiles största privata naturreservat och drivs som en park tillgänglig för allmänheten, med en omfattande infrastruktur av stigar, campingplatser och besökscentra. Den norra delen av reservatet gränsar till Hornopirén nationalpark och är åtkomlig från riksvägen Carretera Austral.

## Terräng och klimat
Terrängen runt Pumalin Park är bergig åt nordost, men åt sydväst är den kuperad. En vik av havet är nära Pumalin Park åt nordväst. Trakten runt Pumalin Park är nära nog obefolkad, med mindre än två invånare per kvadratkilometer.. Stora delar av parken är en del av de Valdivianska tempererade regnskogarna.
I omgivningarna runt Pumalin Park växer i huvudsak blandskog.

## Bildgalleri

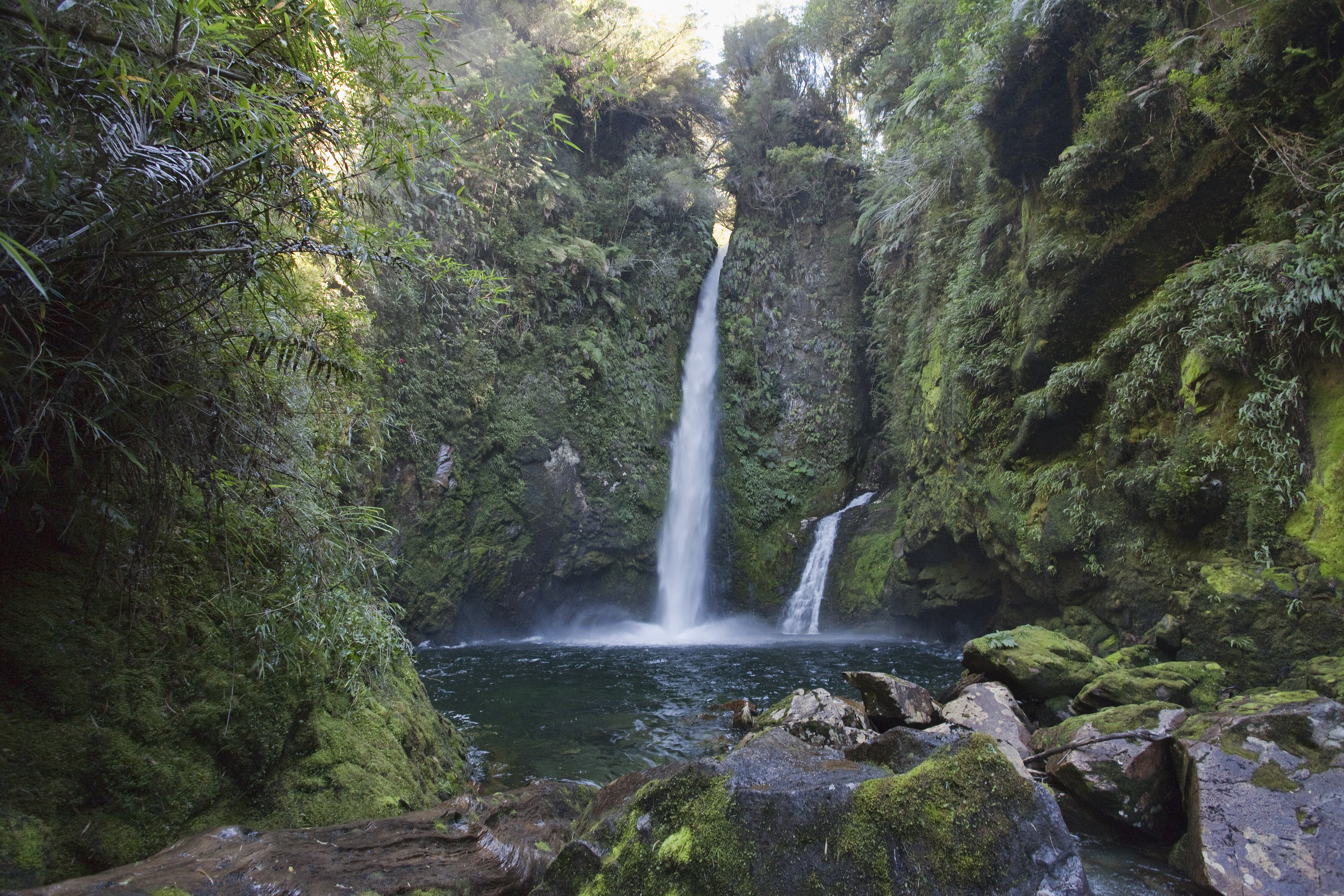
Vattenfall.
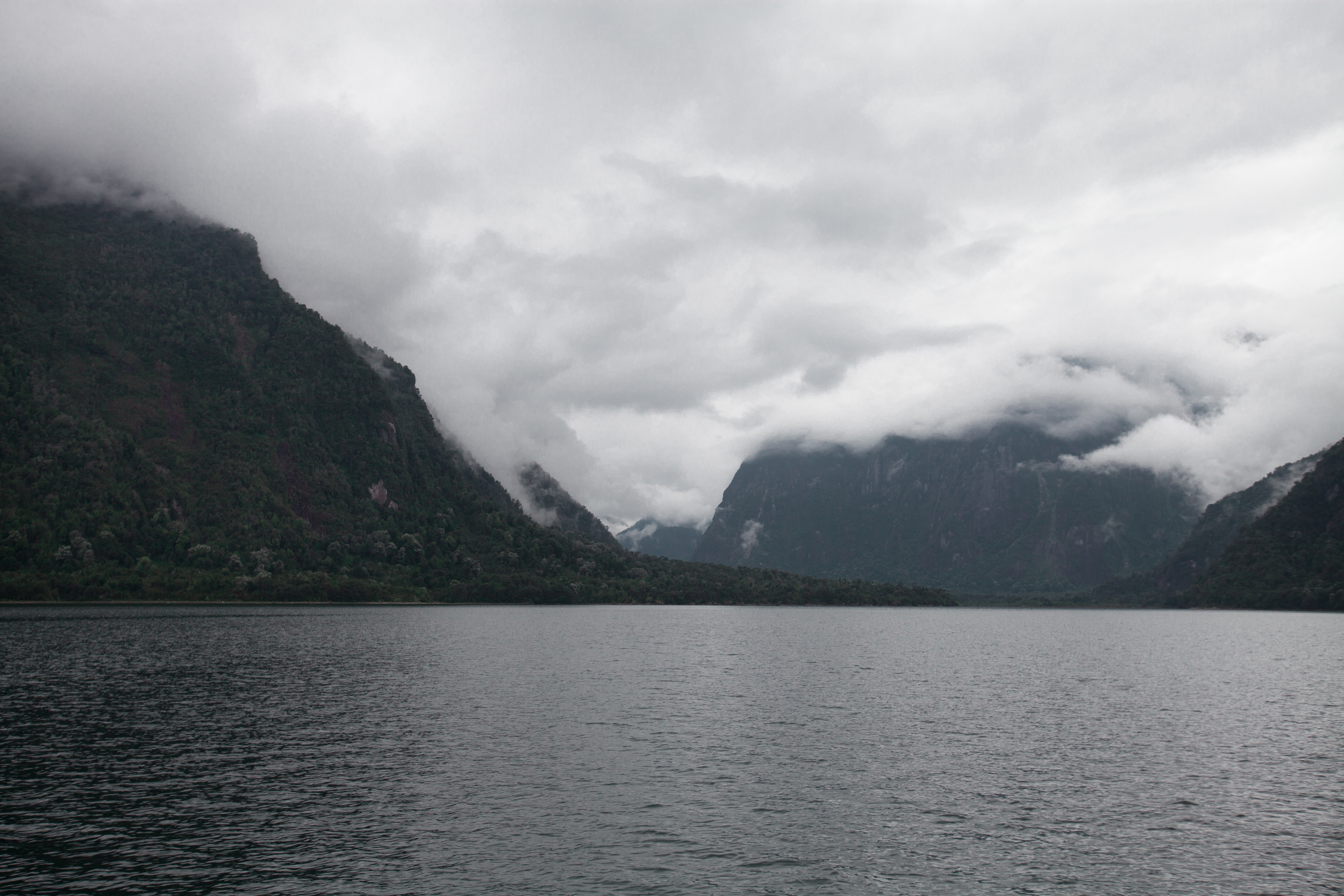
Fjordar.
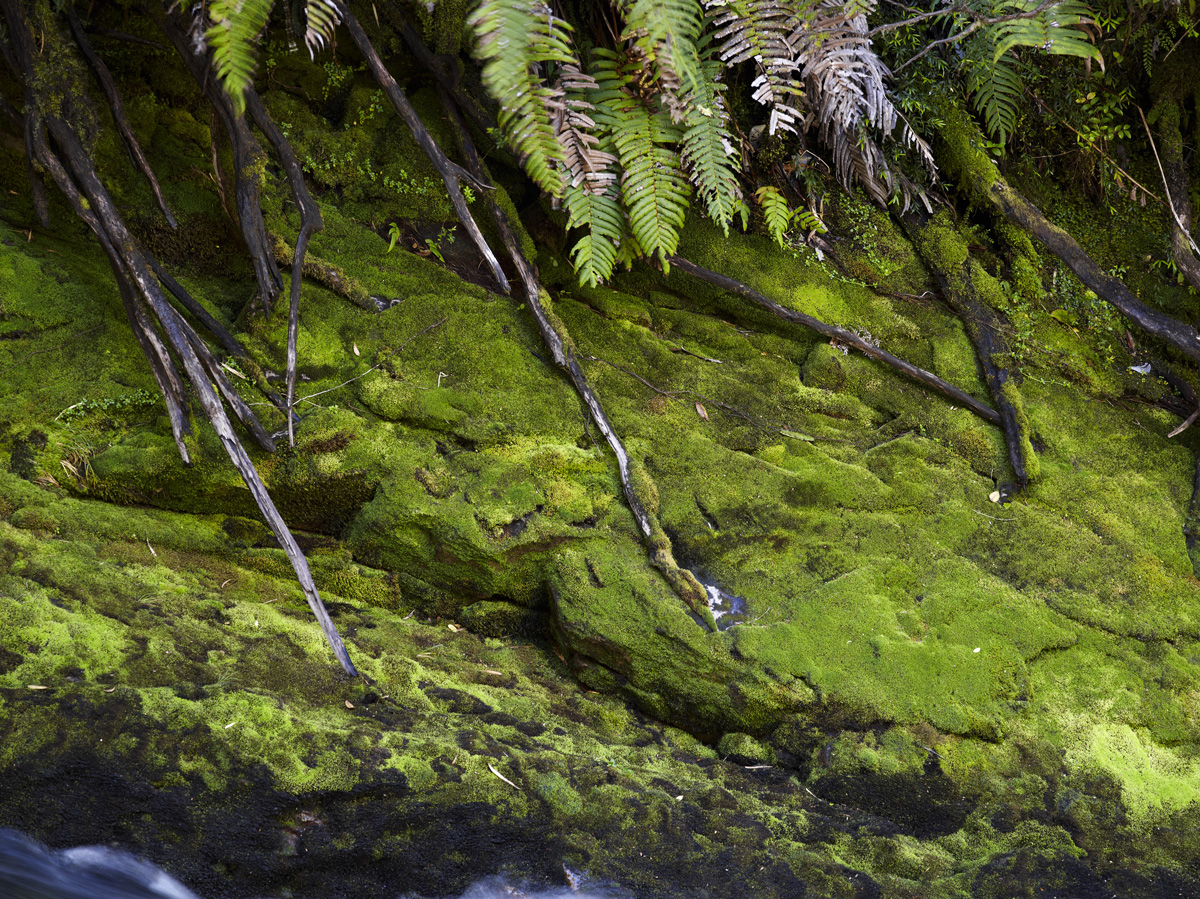
Vegetation.
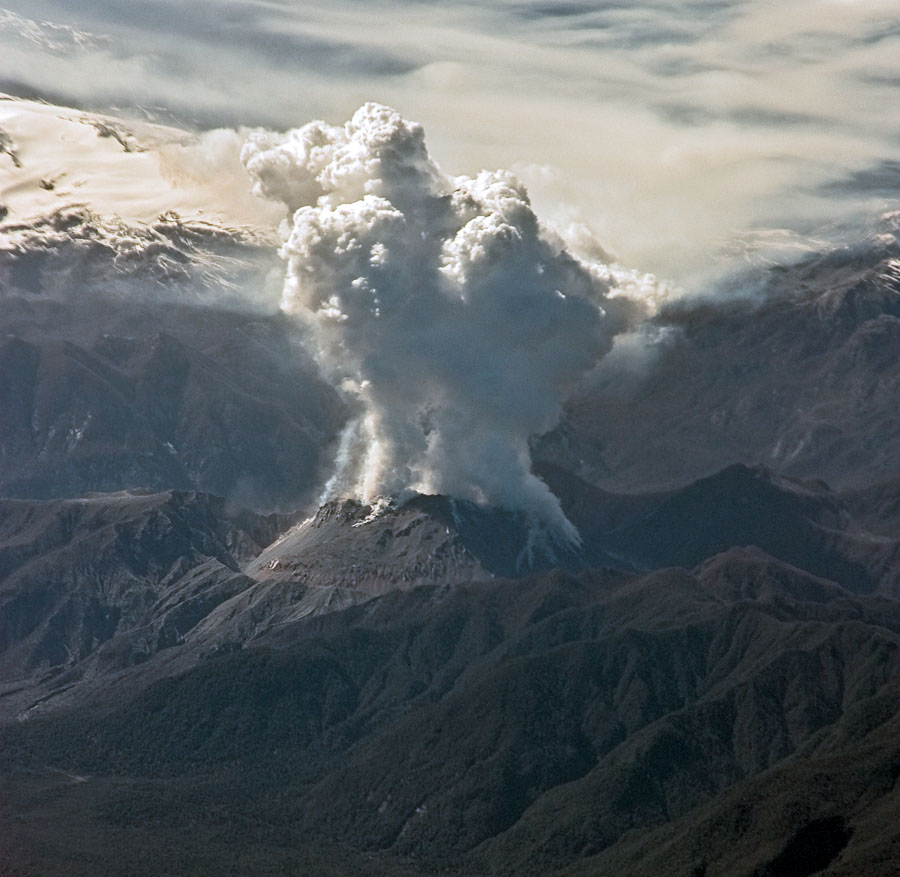
Vulkanen Chaiténs utbrott 2008.
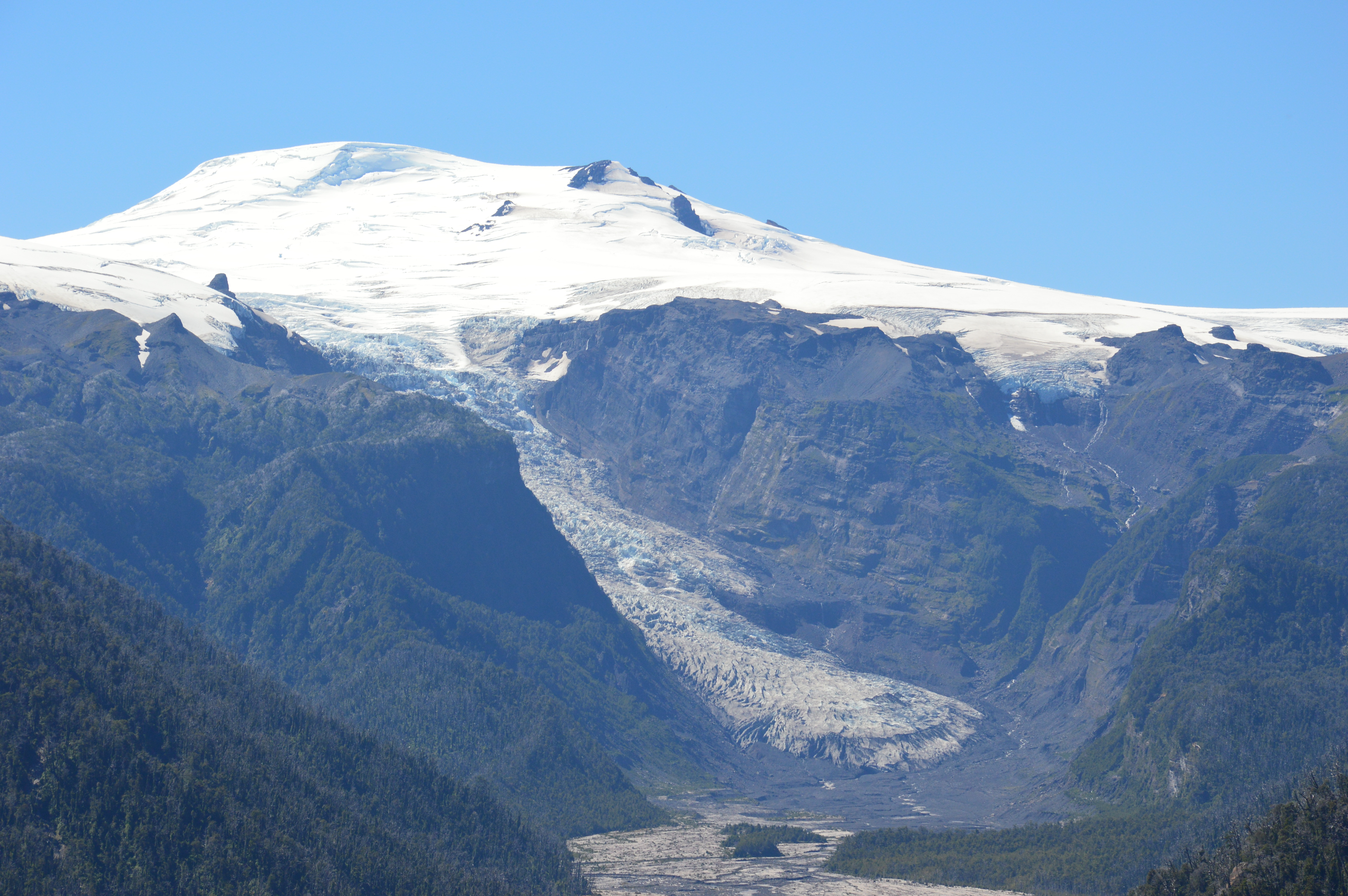
Vulkanen Michinmahuida.
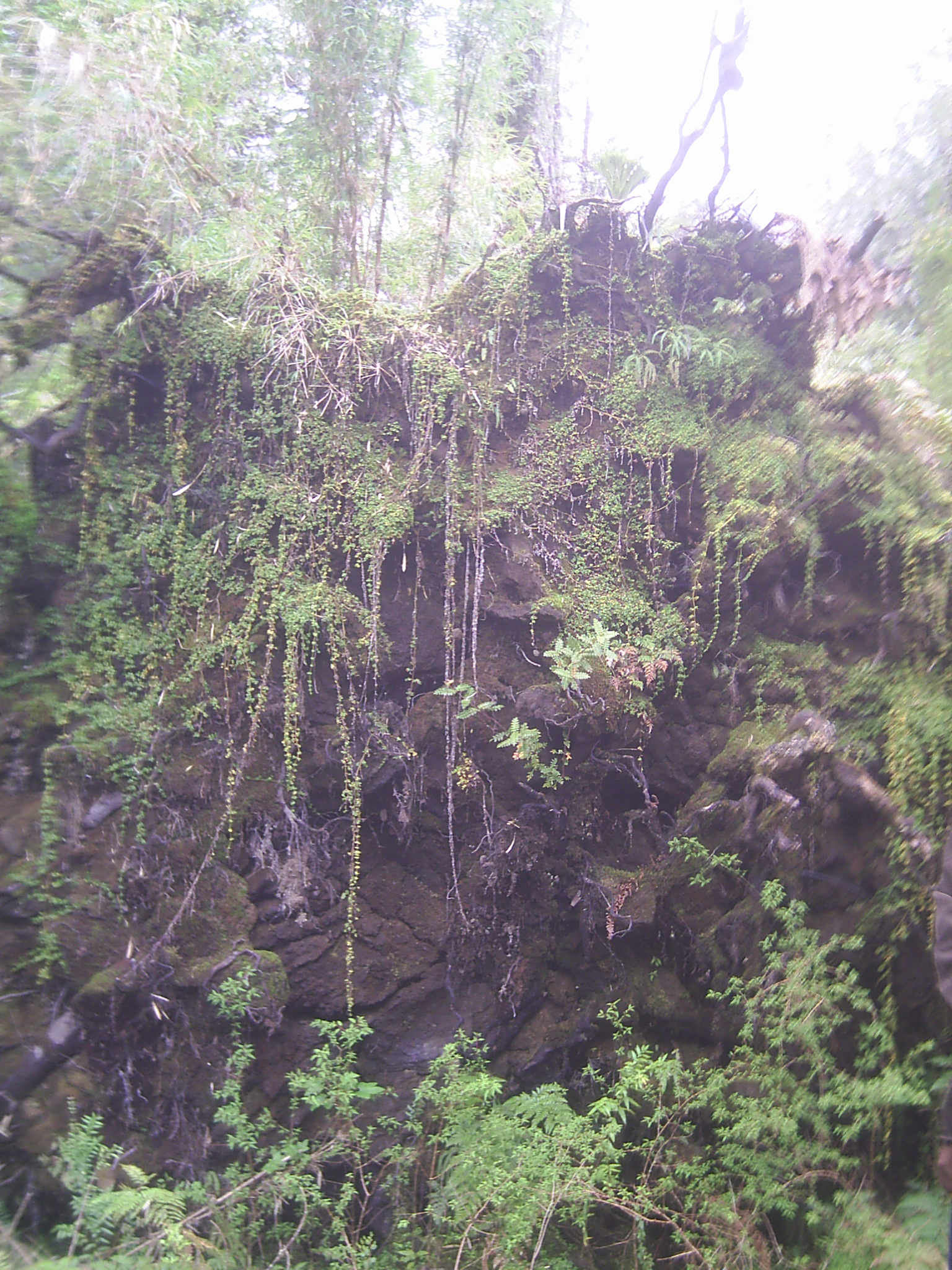
Ursprunglig tempererad regnskog.